# Adlershofer BC 08
Adlershofer is een Duitse voetbalclub uit het Berlijnse stadsdeel Adlershof, Treptow-Köpenick.

## Geschiedenis
De club werd opgericht in november 1908. In 1928 promoveerde de club naar de hoogste klasse van de Brandenburgse competitie. Nadat ABC de degradatie in het eerste seizoen net kon vermijden kon dit niet meer het volgende seizoen. In 1931 promoveerde de club terug en werd zowaar vierde in zijn groep. Het volgende seizoen werd de club achtste op tien clubs en dit zou volstaan hebben voor het behoud. Echter kwam de NSDAP aan de macht in Duitsland en zij herstrucureerden de hele Duitse competitie. De Gauliga Berlin-Brandenburg werd ingevoerd en enkel de top vijf kwalificeerde zich hiervoor. 
De NSDAP verbood ook de arbeiderclubs waardoor ze gedwongen fuseerden met Columbia 04 en ATV. De nieuwe naam voor de club werd ABC Columbia 04 en later ABC 04. Op sportief vlak verliep het minder dan voor de nazitijd. Na de Tweede Wereldoorlog werden alle Duitse clubs ontbonden. In Berlijn kwam per stadsdeel een nieuw team en zo kwam er ook SG Adlershof. In 1948 werd de club heropgericht onder de oude naam Adlershofer BC 08. In 1952 promoveerde de club naar de DDR-Liga, de tweede klasse in Oost-Duitsland, maar degradeerde weer na één seizoen. De club had te veel concurrentie van andere clubs die zich hadden omgevormd tot een BSG, en die gesteund werden door een bedrijf terwijl ABC zelfstandig bleef. Onder druk van de overheid werd de naam in 1955 aangepast naar SG Adlershof. In 1962 promoveerde de club nog naar de II. DDR-Liga maar kon het daar niet lang volhouden. 
Na de Duitse hereniging werd opnieuw de oude naam aangenomen. Van 1997 tot 2002 speelde de club in de Verbandsliga, de hoogste Berlijnse klasse. In 2007 promoveerde de club weer en in 2010 werd de club er zelfs vierde. Hierna ging het bergaf tot een degradatie volgde in 2013. In 2018 degradeerde de club naar de Bezirksliga.